# Patrice Strazzera
 (juin 2011).
Patrice Strazzera, né le 10 juillet 1963, est un plongeur et photographe sous marin français, auteur de livres sur la plongée technique et sur les épaves.
Il a créé et rassemblé autour de lui un groupe de plongeurs passionnés, comme lui,  par les épaves sous-marines, ce groupe a été baptisé le SDE : Sommeil des Epaves. Il compte parmi ses membres des plongeurs chevronnés comme Franck Gentili , Renaud Cabanne , Pierre-Marie Lecomte, Renaud Cabrol,Eric Segafredo, Pierre Mulett, Jean Pieron, Patrick Imbert 